# LVOSS
Das M7 Light Vehicle Obscuration Smoke System ist ein Rauchgranatenwerfer in Gebrauch bei der United States Army, welcher außen an verschiedensten Fahrzeugen angebracht werden kann. Es ist ein defensives System, dessen Aufgabe es ist, die Zielerfassung durch Laser zu täuschen. Der Rauch ist wirksam gegen Laserlicht im sichtbaren Spektrum bis hin zu Infrarotlasern.
Das LVOSS besteht aus leichten Materialien und kann so vielseitig, auch an leichten Fahrzeugen, angebracht werden. Der Bediener des Systems kann auf einen Knopfdruck hin die Richtung wählen, aus der die Gefahr droht, um diese Seite des Fahrzeugs zu verhüllen. Die verwendeten Rauchgranaten erzeugen, im Gegensatz zu früher verwendeten Rauchgranaten, nur leicht giftigen Rauch, der eine Gesundheitsgefährdung der Fahrzeuginsassen und in der Nähe befindlicher Soldaten minimiert.
Das System wurde im Jahre 1997 für die Truppenverwendung zertifiziert, und die Produktion begann im Haushaltsjahr 1998.

## Versionen
Alle nicht tödlich bzw. nicht zum Töten gedacht.
- M7, Grundversion mit Werfer, Rauchgranaten
- M304, Version für die Montage am Geschützturm eines Panzerfahrzeuges (enthält 1×M7)
- M305, Version für die Montage auf dem Dach eines Fahrzeuges (enthält 4×M7)
- M310, Version für die Montage auf dem Dach eines panzerungsverstärkten HMMWV (Hummer) (enthält 4xM7)
- XL96X1, Tränengaswerfer für die Bekämpfung von Unruhen
- XL97E1, Übungsgerät
- XM98, Ablenkungsgranaten
- XM99, Knall-Blendgranaten
- M90, Rauchgranate